# انگشتر (مجموعه تلویزیونی)
انگشتر (به انگلیسی: Fingersmith) یک مجموعه تلویزیونی کوتاه بریتانیایی است. این سریال کوتاه بر اساس رمانی به همین نام نوشته سارا واترز ساخته شده‌است.